# Đập Cẩm Bình-I
Đập Cẩm Bình-I (tiếng Trung giản thể: 锦屏 一级; tiếng Trung Quốc truyền thống: 一級) còn được gọi là Thủy điện Cẩm Bình-I, là một đập vòm cao trên  sông sông Nhã Lung (Yalong Jiang) ở Lương Sơn, Tứ Xuyên, Trung Quốc. Đập được xây dựng vào năm 2005 và được hoàn thành vào năm 2014. Nhà máy điện của đập có công suất 3600 MW sản lượng điện từ 16 đến 18 TWh hàng năm. Đập có chiều cao 305 m, là đập cao nhất thế giới. Mục tiêu của dự án là cung cấp năng lượng cho việc mở rộng công nghiệp hóa và đô thị hóa, cải thiện khả năng chống lũ và chống xói mòn..

## Vị trí
Đập Cẩm Bình-I nằm ở biên giới của các quận Yanyuan và Muli thuộc Lương Sơn,  Tứ Xuyên. Sông Nhã Lung là nhánh sông lớn nhất của sông Kim Sa.

## Thiết kế
Đập vòm cao 305m và dài 568m tạo ra hồ chứa 7,7 tỷ m 3. Đập có thể tích kết cấu là 7,4 triệu m 3. Để kiểm soát lũ lụt, con đập được trang bị một đập tràn có kiểm soát trên đỉnh của nó với 4 cửa với khả năng xả tới 2.993 m3/s (105.700 cu ft/s). 5 cửa hàng dưới cùng trên miệng đập có khả năng xả 5.465 m3/s (193.000 cu ft/s) và một đường hầm có khả năng xả 3.651 m3/s (128.900 cu ft/s). Nhà máy điện có 6 tuabin Francis 600 MW. Nước được xả ra từ nhà máy điện sau đó được chuyển xuống hạ lưu xuống Cẩm Bình 2.